# Зейн аль-Абидин
Али́ ибн аль-Хусе́йн Зе́йн аль-Абиди́н (араб. علي بن الحسين زين العابدين‎; 6 января 659, Медина — 21 октября 713, Медина, Хиджаз, Омейядский халифат), также известный как ас-Саджа́д (ٱلسَّجَّاد, «совершающий поклоны») — сын Хусейна ибн Али, племянник Хасана ибн Али и внук Али ибн Абу Талиба. Третий имам шиитов-исмаилитов и четвёртый имам шиитов-двунадесятников.
Три первых года своей жизни был рядом со своим дедом Али ибн Абу Талибом и рос на его коленях. Затем, после гибели Али, провёл 10 лет рядом со своим дядей Хасаном ибн Али, до его смерти, когда Зейн аль-Абидину было 13 лет. Его имамат длился 34 года. Некоторые из его молитв собраны в «Сахифа Саджадия»,  которая высоко ценится всеми мусульманами-шиитами.

## Имя и эпитеты
Его звали Али, хотя у Хусейна было ещё два сына по имени Али, которые оба были убиты в Кербеле. Первым был младенец, которого звали Али аль-Асгар («Али младший») в шиитской литературе. Вторым был Али аль-Акбар («Али старший»), хотя некоторые историки, такие как аль-Кади ан-Нуман, утверждают, что Зейн аль-Абидин был старшим братом. Некоторые суннитские историки, в том числе Ибн Сад, Ибн Кутайба, аль-Балазури и ат-Табари, называют Зейн аль-Абидина Али аль-Асгаром.
Ему было присвоено почётное звание ас-Саджад («совершающий поклоны»), а также Зейн аль-Абидин («украшение поклоняющихся») и аз-Заки («чистый»). Также Али стал известен как Зу-ль-сафенат в связи с мозолями, образовавшимися у него на лбу от частых земных поклонов.

## Биография

### Рождение и ранние годы
Али ибн Хусейн родился 6 января 658 года в Медине. Его отцом был Хусейн ибн Али — внук пророка Мухаммеда, а матерью была персидская царевна Шахр Бану — пленная дочь последнего персидского царя Йездегерда III. Кулайни упоминает, что когда эту девушку привели в числе других пленных к Умару, он хотел плохо с ней обойтись, но присутствующий рядом Али сказал ему, чтобы он не причинял ей вред и позволил ей самой выбрать себе мужа. После этого девушка подошла к Хусейну. В одном предании говорится, что Али наказывал своему сыну Хусейну: «Возьми её [в жёны]. Она подарит тебе ребёнка, который станет предводителем арабов и неарабов, а также повелителем этого и будущего миров». Шахр Бану умерла вскоре после рождения своего единственного сына Али.

### В Кербеле
В 61 году хиджры (680 году нашей эры) внук Мухаммеда, Хусейн, и небольшая группа сторонников и родственников были убиты в битве при Кербеле большой армией омейядского халифа Язида I, которому Хусейн отказался принести присягу на верность. Али ибн аль-Хусейн присутствовал в Кербеле, но был слишком болен, чтобы участвовать в боевых действиях. После убийства Хусейна и его сторонников омейядские войска разграбили его лагерь и обнаружили Али ибн аль-Хусейна, лежащего смертельно больным в одной из палаток. В «Тазкират аль-Хаввас» говорится: «Али ибн Хусейна не убили, потому, что он был болен». В книге «Табакат» приведено следующее: «После мученической гибели Хусейна, Шимр пришёл к Али ибн Хусейну, а он был болен. Шимр приказал своим пособникам убить его. Тут, один из них возразил: «Субхаанал лаах! (Аллах Пречист!) Убить этого молодого человека, который даже не участвовал в сражении?» В этот момент туда пришёл Умар ибн Сад и велел никому не трогать женщин и того больного юношу».
В некоторых других источниках повествуется, что Шимр хотел убить Али, но его тётя Зайнаб обратилась к Умару ибн Саду, омейядскому командиру, с просьбой сохранить ему жизнь, и последний оставил Али в покое.

### В эль-Куфе
После битвы Али ибн аль-Хусейн, женщины и дети были отправлены в эль-Куфу в качестве пленников вместе с головами Хусейна и его сторонников. Согласно шиитскому автору Мухаммаду аль-Муфиду, пленников везли на голых верблюдах, а на кровоточащую шею Али были надеты цепи, пока тот был истощён болезнью. Куфийские женщины начали плакать при виде пленников, и Али, как говорят, прокомментировал это так: «Они плачут и оплакивают нас! Так кто же убил нас?».

### В Дамаске

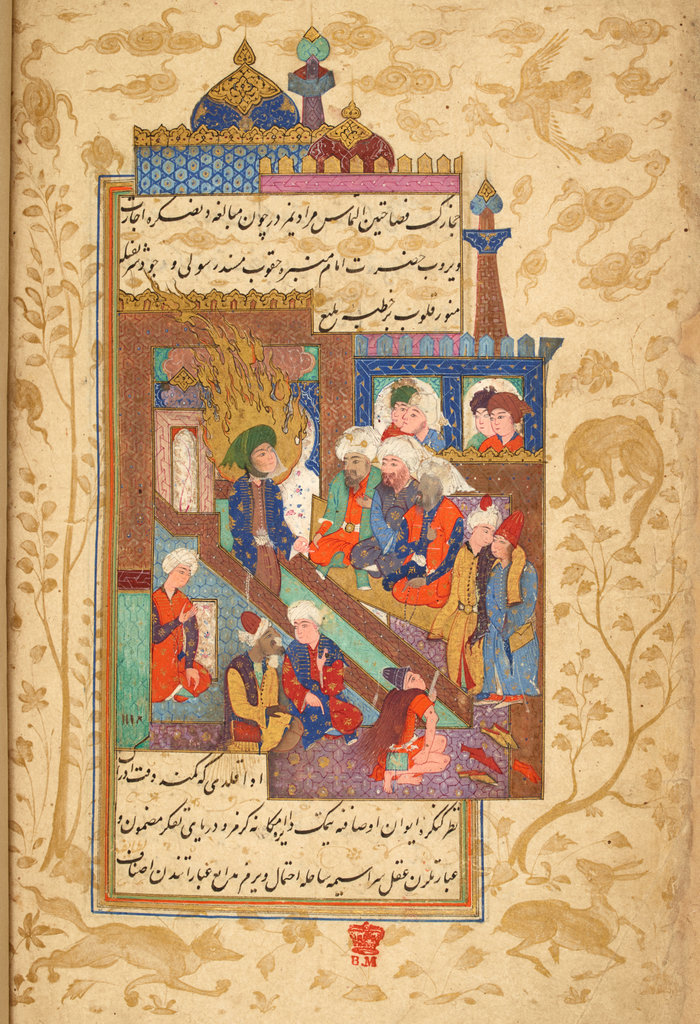
Зейн аль-Абидин, проповедующий в защиту своего отца Хусейна ибн Али в мечети в присутствии Язида I. Миниатюрная картина из рукописи «Хадикат ас-суада», повествующей о святых мучениках из семьи Пророка. Османская империя, XVI—XVII вв.

Затем Али и других выживших отправили к Язиду в Дамаск, который жёстко обратился к пленникам, на что Али и Зайнаб ответили тем же. Когда Али и несколько других его сородичей связали одной верёвкой и повели во дворец к халифу Язиду, тот смело сказал:
Эй, Язид! Как ты думаешь, как бы отреагировал Святой Пророк, увидев нас в таком положении?
 Это небольшое, но решительное предложение, привело всех присутствующих в волнение, что они принялись громко плакать. Однако, как говорят, Язид позже пожалел о резне, возможно, опасаясь общественного резонанса. Он отправил потомков Мухаммеда обратно в Медину, выплатив им компенсацию за украденное имущество. Дополнительные подробности предлагаются шиитскими источниками. Например, рассказывают, что Язид отпраздновал это событие, привёл пленников к своим гостям и публично позлорадствовал над головой Хусейна. Али попросил разрешения произнести речь, которая не была предоставлена. Язид, однако, смягчился по просьбе своих гостей, и Али выступил в защиту Ахль аль-Байта в речи, которая по приказу Язида была прервана азаном. Когда муэдзин объявил: «Я свидетельствую, что Мухаммед — Посланник Бога», Али ибн аль-Хусейн спросил:
О Язид! Мухаммед— мой дед или твой? Если ты скажешь, что он твой дед, то солжёшь, а если ты скажешь, что он мой дед, то почему ты убил его семейство?

### Последствия Кербелы
Одной из программ, разработанных Али ибн Хусейном после кровавых событий в Кербеле, было распространение хадисов и исламских наук посредством группы мусульман. Когда у Али спросили, где ему было труднее всего, он три раза повторил: «Шам, Шам, Шам» — «Сирия, Сирия, Сирия». По возвращении в Медину он вёл тихую жизнь, ограничиваясь ограниченным кругом последователей, которые обращались к нему по религиозным вопросам. Али отошёл от политической деятельности и посвятил своё время молитве, за что получил почётные звания Зейн аль-Абидин и Саджад.
Сообщается, что Зейн аль-Абидин плакал и оплакивал своего отца Хусейна, так сильно, что люди боялись, что тот потеряет зрение. Каждый раз, когда ему давали воду для питья, Али плакал так, что его слёзы лились в чашу с водой, а когда его спрашивали об этом, он отвечал: «Разве я могу пить воду, тогда как мой отец умер жаждущим?».
Один человек задал ему вопрос: «Прошло столько времени, почему же ты до сих пор плачешь по Хусейну — разве до сих пор срок вашего траура не подошёл к концу?» Али ибн аль-Хусейн сказал: «Горе тебе! Якуб имел двенадцать сыновей: Аллах удалил только одного от его взоров, и глаза Якуба ослепли от плача, тогда как Юсуф был жив! Но я видел, как передо мной убили моего отца, брата, дядю, семнадцать человек из моего рода и сподвижников моего отца, и отрезали головы от их тел — так как же моё горе может подойти к концу?».

### Чудеса
В шиитских источниках Али приписывается ряд чудес, включая изречение Чёрного камня (аль-Хаджар аль-Асвад) в пользу его притязаний на имамат в присутствии Мухаммада ибн аль-Ханафии, его разговор с газелью в пустыне и возвращение молодости старой женщине.

## Семья
Али ибн Хусейн женился на дочери своего дяди Хасана, от которой у него родился сын Мухаммад ибн Али аль-Бакир, ставший первым имамом, объединившим сразу две линии — Хасана по матери и Хусейна по отцу. Это была единственная свободная жена Али, все другие его жёны были рабынями. Всего у него было 15 детей — восемь сыновей и семь дочерей.

## Смерть
Говорят, что Зейн аль-Абидин был отравлен в Медине по наущению правящего омейядского халифа аль-Валида или его брата Хишама. Год его смерти указан как 94 год хиджры (712 год нашей эры) или 95 год (713 год), и он похоронен рядом со своим дядей Хасаном на кладбище аль-Баки в Медине. По словам В. Маделунга, после его смерти многие люди обнаружили, что их средства к существованию поступали от Али. Он выходил каждую ночь с мешком еды на спине, стучался в двери бедных и щедро раздавал тому, кто отвечал, прикрывая лицо, чтобы остаться неизвестным.

## Преемственность
По словам пакистанского историка Х. М. Джафри, широко известно, что Зейн аль-Абидин назначил своего старшего сына Мухаммада аль-Бакира следующим имамом перед своей смертью. Зейд, сводный брат Мухаммад аль-Бакира, также заявил о притязаниях на имамат, заявив, что титул может принадлежать любому потомку Хасана или Хусейна, который образован, благочестив и восстаёт против тиранов своего времени. На этом основании его последователи, известные как зейдиты, считают Зейда законным преемником Зейн аль-Абидина, хотя сам Зейн аль-Абидин не восстал против Омейядов, а вместо этого принял политику молчания. Первоначально активистский подход Зейда завоевал ему большое количество последователей. Однако, поскольку он всё больше шёл на компромисс с традиционалистами, некоторые из сторонников Зейда, как говорят, вернулись к Мухаммаду аль-Бакиру. В конце концов, Зейд поднял восстание против Омейядов в 122 году хиджры и был убит в эль-Куфе войсками халифа Хишама. Мухаммад аль-Бакир, напротив, выбрал политику молчания, как и его отец.

## Социальный статус
Несмотря на большое число последователей Мухаммада ибн аль-Ханафии, мусульмане и особенно учёные круги Медины, по-видимому, относились к Али с большим уважением, особенно как к правнуку Мухаммеда и видному традиционалисту. Ряд ведущих юристов того времени, таких как аз-Зухри и Саид ибн аль-Мусаййиб, были среди близких соратников Али, и он также фигурирует как передатчик хадисов в суннитских источниках. Аз-Зухри, в частности, описал Али как самого превосходного из хашимитов и дал ему почётное имя Зейн аль-Абидин. По словам Джафри, неопровержимые доказательства свидетельствуют о том, что Али пользовался большим уважением в мусульманской общине за его благочестие, терпимость, учёность и щедрость.
Говорят, что аль-Фараздак, известный поэт того времени, сочинил множество стихотворений в честь Али. Среди них есть ода, в которой описывается случай, когда будущий халиф Хишам посетил Мекку, но не смог попасть в Каабу через толпу. Однако, к гневу Хишама, толпа расступилась из уважения к Али и позволила последнему беспрепятственно войти в Каабу.

## Индивидуальность и внешний вид
Передают такие слова Муслима ибн Укбы (командира войска, отправленного Язидом для расправы над мединцами и разграбления их имущества): «У Зейн аль-Абидина — облик Пророка». Некоторые авторы сообщают, что люди, видевшие Зейн аль-Абидина, не могли насмотреться на него.
Шиитский писатель Шариф аль-Караши считает, что Зейн аль-Абидин отказался от мирских удовольствий, не поддавшись бедности и немощи. В одном рассказе, когда Али увидел плачущего нищего, он утешил его, сказав, что даже если бы он потерял весь мир, это все равно не стоило бы того, чтобы из-за этого плакать. Аз-Зухри, известный арабский юрист, как сообщается, описал Зейн аль-Абидина как самого аскетичного из всех людей. Принимая во внимание его благочестие, суфийские авторы писали об Али. Когда его спросили об этом, Зейн аль-Абидин ответил, что аскетизм был обобщён в одном стихе (57:23) Корана: «Мы поведали об этом для того, чтобы вы не печалились о том, что вы упустили, и не радовались тому, что Он вам даровал».